# Jalen Milroe
Jalen Oluwaseun Isaiah Milroe, né à Katy le 13 décembre 2002, est un sportif professionnel de football américain jouant au poste de quarterback dans la National Football League (NFL) depuis la saison 2025 pour la franchise des Seahawks de Seattle.
Auparavant, au niveau universitaire, il a joué pour le Crimson Tide de l'université de l'Alabama pendant quatre saisons dans la NCAA Division I FBS et sa Southeastern Conference. Sélectionné dans la 2e équipe de sa conférence en 2023, il remporte le trophée William V. Campbell en 2024. Milroe est ensuite sélectionné en 92e choix lors du troisième tour de la draft 2025 par la franchise de Seattle.

## Biographie

### Jeunesse
Jalen Milroe étudie au lycée Tompkins de Katy où il pratique le football américain. Lors de son année junior, il gagne 2 689 yards et inscrit 29 touchdowns à la passe auxquels il faut ajouter 8 touchdowns et 378 yards à la course. En 2020, lors de son année senior, il gagne 1 136 yards et inscrit 13 touchdowns à la passe.
Au terme de sa carrière lycéenne, il totalise des gains de 3 825 yards à la passe et 559 yards à la course. Il inscrit un total de 53 touchdowns avec plus de 30 victoires en trois saisons.

### Carrière universitaire
Bien qu'il ait eu des contacts avancés avec l'université du Texas à Austin, il décide d'intégrer en 2021 l'université de l'Alabama et son équipe du Crimson Tide.
En 2021 (année freshman redshirted), Milroe est remplaçant du quarterback titulaire sophomore Bryce Young. Il apparait lors de quatre matchs réussissant au total trois passes pour un gain cumulé à la passe de 41 yards et un touchdown auxquels il faut ajouter 15 courses pour un gain supplémentaire de 57 yards. Il est toujours remplaçant au début de la saison 2022 et lors du camp d'été d'Alabama, il réussit onze passes pour un gain de 149 yards et un touchdown. Au cours de sa première apparition en championnat, il réussit huit passes contre une interception, gagne 76 yards et inscrit un touchdown. Il fait de courtes apparitions lors des matchs contre les Warhawks de Louisiana-Monroe et les Commodores de Vanderbilt, avant de prendre la relève de Bryce Young blessé lors du match de 4e semaine joué contre les Razorbacks de l'Arkansas. Il inscrit un touchdown à la passe et un autre à la course et permet à Alabama de remporter le match 49 à 26. La semaine suivante, il est désigné titulaire pour la première fois de sa carrière universitaire et inscrit trois touchdowns pour trois interceptions lors de la victoire 24 à 20 sur les Aggies de Texas A&M,.
En 2023, Milroe est en compétition pour le poste de quarterback titulaire avec Ty Simpson et Tyler Buchner. Il remporte la compétition et connait un début de saison qualifié de « spectaculaire » par The Athletic (en), tout en précisant que le résultat contre les Longhorns du Texas allait être représentatif de l'avancée de Milroe dans la dernière année. Milroe affronte Texas alors qu'il n'a commis aucune interception de la saison, mais où il affrontait des adversaires de moindre stature. Cependant, l'affrontement montre une nette regression pour Milroe, qui retourne à un style inconsistant sujet aux interceptions. Le Crimson Tide est défait et l'entraîneur Nick Saban déclare avoir songé à remplacer Milroe mi-rencontre. La semaine suivante, il est laissé de côté par Saban, mais les difficultés offensives sous Simpson et Buchner poussent l'Alabama à remettre Milroe au poste de quarterback titulaire. Pour le reste de la saison, il retrouve la production qu'il avait en début de saison et mène l'équipe en demi-finale. Cette résurgence en fin de saison lui permet de se placer comme un favori pour le trophée Heisman en 2024.
Durant la saison 2024, Milroe ne progresse pas comme espéré. Sa saison est marquée par trois matchs difficile où Alabama est battu par des équipes jugées inférieures. Les interceptions et sa vision limitée dans la pochette protectrice sont deux attributs qui lui sont entre autres reprochés. Néanmoins, après la saison, il se déclare éligible pour le draft 2025. Il est considéré comme un espoir à haut potentiel, mais nécessitant beaucoup de développement.

### Carrière professionnelle
| Taille               | Poids          | Bras            | Main           | Sprint   | Sprint   | Sprint   | Shuttle 20 yards | 3 cones drill | Détente   | Détente     | Développé couché | Test Wonderlic |
| Taille               | Poids          | Bras            | Main           | 40 yards | 10 yards | 20 yards | Shuttle 20 yards | 3 cones drill | verticale | horizontale | Développé couché | Test Wonderlic |
| 1,88 m (6 ft 1 ⅞ in) | 98 kg (217 lb) | 78 cm (30 ⅝ in) | 24 cm (9 ⅜ in) | 4,40 s   | 1,44 s   | Inconnu  | -                | -             | -         | -           | -                | -              |

En février 2025, l'envergure de la main de Milroe serait passée de 8 3⁄4 pouces (22 cm) à 9 3⁄8 pouces (24 cm),.

#### Draft
Durant les interviews avant le draft, Milroe impressionne par la conscience de ses lacunes et ses plans pour s'améliorer. Ceci lui permet d'être sélectionné en 92e choix lors du 3e tour de la draft 2025 par la franchise des Seahawks de Seattle dans l'espoir de le développer derrière Sam Darnold.

#### Seahawks de Seattle
Le 2 mai 2025, Milroe impressionne lors de son premier entraînement chez les Seahawks où il se voit octroyer le no 6.

## Statistiques
| Année       | Équipe                    | Statut      | MJ |         | Passes   | Passes | Passes | Passes | Passes | Passes | Passes  |       | Courses | Courses | Courses | Courses |
| Année       | Équipe                    | Statut      | MJ | Tentées | Réussies | Pct.   | Yards  | TD     | Int.   | Éval.  | Tentées | Yards | Moy.    | TD      |         |         |
| 2021        | Crimson Tide de l'Alabama | Fr.         | 04 | 07      | 03       | 42,9   | 0 41   | 01     | 0      | 139,2  | 015     | 057   | 3,8     | 0       |         |         |
| 2022        | Crimson Tide de l'Alabama | So.         | 08 | 053     | 031      | 58,5   | 0 297  | 05     | 03     | 125,4  | 031     | 263   | 8,5     | 01      |         |         |
| 2023        | Crimson Tide de l'Alabama | Jr.         | 13 | 284     | 187      | 65,8   | 2 834  | 23     | 06     | 172,2  | 161     | 531   | 3,3     | 12      |         |         |
| 2024        | Crimson Tide de l'Alabama | Sr.         | 13 | 319     | 205      | 64,3   | 2 844  | 16     | 11     | 148,8  | 168     | 726   | 4,3     | 20      |         |         |
| Totaux NCAA | Totaux NCAA               | Totaux NCAA | 38 | 663     | 426      | 64,3   | 6 016  | 45     | 20     | 156,8  | 375     | 1 577 | 4,2     | 33      |         |         |

## Vie privée
Baptisé en 2022, Milroe est chrétien.
En 2023, Milroe et son ami du Crimson Tide Terrion Arnold lancent les produits dérivés LANK (Let All Naysayers Know signifiant Que tous les sceptiques le sachent), vendus dans les magasins de produits dérivés de l'Alabama et distribués aux anciens du Crimson Tide jouant dans la NFL, tels que Jalen Hurts.